# Awans
Awans [awɑ̃] (en wallon Awon) est une commune francophone de Belgique située en Région wallonne dans la province de Liège, ainsi qu'une localité où siège son administration.
Le nom d'Awans est associé à la Guerre des Awans et des Waroux qui décima la Hesbaye au XIVe siècle.

## Géographie

### Sections de commune
| # | Nom              | Superf. (km²) | Habitants (2020) | Habitants par km² | Code INS |
| - | ---------------- | ------------- | ---------------- | ----------------- | -------- |
| 1 | Awans            | 7,82          | 3.826            | 489               | 62006A   |
| 2 | Fooz             | 3,95          | 623              | 158               | 62006B   |
| 3 | Hognoul          | 2,89          | 1.300            | 450               | 62006C   |
| 4 | Villers-l'Évêque | 7,52          | 1.830            | 243               | 62006D   |
| 5 | Othée            | 5,05          | 1.663            | 329               | 62006E   |

### Communes limitrophes
| Herstappe             | Tongres        | Juprelle |
| Crisnée               | Awans          | Ans      |
| Fexhe-le-Haut-Clocher | Grâce-Hollogne |          |

## Démographie

### Démographie: Avant la fusion des communes
- Source: DGS recensements population

### Démographie: Commune fusionnée
En tenant compte des anciennes communes entraînées dans la fusion de communes de 1977, on peut dresser l'évolution suivante :
Les chiffres des années 1831 à 1970 tiennent compte des chiffres des anciennes communes fusionnées.
- Source: DGS , de 1831 à 1981=recensements population; à partir de 1990 = nombre d'habitants chaque 1 janvier[2]

## Histoire

### Période gallo-romaine
En 1933, on a mis au jour des restes (tuilles et briques) d'une villa romaine  dans la campagne d'El Djémène (sur Awans, entre Waroux et Xhendremael sur Alleur).
Cette villa aurait été la demeure d'un Geminius, d'où son nom d'El Djémène. Mais en réalité, ce nom réfère probablement à Gemynes, Gelmen, Jamines. Guillaume de Jamines possédait un alleu à Xhendremael, il existe à 1 km du lieu-dit « les tombes » un lieu nommé en wallon « el djémène ».

### Moyen Âge
Awans faisait partie du patrimoine de l'abbaye de Chèvremont, lorsque, le 31 mai 779, Charlemagne l'obtint en échange d'autres biens. Louis le Pieux (son fils), confirma en 814 les donations (dont Awans faisant partie du  fisc royal) faites par son prédécesseur à l'abbaye de Stavelot (RI I., no. 545).
Finalement, le domaine d'Awans est cédé le 10 juillet 854 par Lothaire Ier à l'abbé Egil du monastère Saint-Sauveur à Prüm, de telle sorte que lui et ses successeurs puissent disposer des droits et terres y afférent.
En 902, le roi Louis IV (dit l'Enfant) confirma un autre échange : « Auuana » désormais fit partie du comte Reginar, abbé laique de Malmedy et Stavelot (RI I., no. 2001).
Selon la spécification des biens appartenant à l'abbaye par l'ex-abbé Césarius en 1222, il y avait 48 manses à Awans y compris la manse seigneuriale. Les 10 manses du hameau de Loncin étaient également citées.
Un abbé ne pouvant rendre justice et maintenir l'ordre, il devait nommer un laïc, un avoué pour le représenter. Celui-ci en a profité (vu la distance et sa richesse) pour usurper le titre de seigneur d'Awans. Cela sera contesté par l'abbé du monastère de Prüm et ses successeurs avec plus ou moins de succès jusqu'à la Révolution française qui supprima tous les droits féodaux.
Le prince-évêque Adolphe de La Marck achète le 25 janvier 1331 à Humbert Corbeau de Clermont les avoueries d'Awans et de Loncin ainsi que son fief d'Awans. Une fois en possession de l'avouerie, l'évêque s'empresse de faire régulariser la situation en envoyant un relief devant l'abbé de Prüm. Peu de temps après, il cède le château à l'Église de Liège.
Le 6 février 1497, le château fut assiégé et détruit par les milices de Tongres durant la guerre entre les Hornes et les de la Mark qui se disputait le titre de prince-évêque. De ce château, il ne reste que quelques pierres dans un pré en face du hall omnisports.
Avoués d'Awans
- Hugues de Lexhy.
- Breton le vieux.
- Humbert de Lexhy  (second fils de Breton de vieux).
- Humbert Corbeau le vieux.
- Guillaume d'Awans.
- Humbert Corbeau II.
- Libert de Clermont.
- Humbert Corbeau de Clermont.

## Héraldique
|  | La commune possède des armoiries qui lui ont été octroyées le 17 juillet 2003. Blasonnement : De vair plain. - Délibération communale : 27 mars 2001. - Arrêté de l'exécutif de la communauté : 17 juillet 2003. |
|  | Drapeau d'Awans : Vairé blanc et bleu de 4 rangs à 6 pièces. DC 27 mars 2001 - AE 17 juillet 2003 |

## Politique et administration

### Conseil et collège communal 2024-2030
Ci-dessous, le tableau des résultats des élections communales de 2024.
| Parti | Parti                   | Voix (2024) | Voix (2018) | % (2024) | % (2018) | +/-    | Sièges | +/- | Collège |
| ----- | ----------------------- | ----------- | ----------- | -------- | -------- | ------ | ------ | --- | ------- |
|       | ECOLO                   | 219         | -           | 3,80%    | -        | 0.0 %  | 0 / 21 | 0.0 | Non     |
|       | ENSEMBLE POUR AWANS #MR | 1.960       | -           | 33,99%   | -        | 0.0 %  | 8 / 21 | 8.0 | Non     |
|       | Maïeur Pour AwanS       | 2.299       | -           | 39,86%   | -        | 0.0 %  | 9 / 21 | 9.0 | Oui     |
|       | Vers Demain             | 1.289       | 984         | 22,35%   | 16,33%   | 6.02 % | 4 / 21 | 1.0 | Oui     |
|       | PS                      | -           | 2.234       | -        | 37,07%   | 0.0 %  | - / 21 | 9.0 | Non     |
|       | PP                      | -           | 187         | -        | 3,10%    | 0.0 %  | - / 21 | 0.0 | Non     |
|       | LB                      | -           | 2.094       | -        | 34,75%   | 0.0 %  | - / 21 | 9.0 | Non     |
|       | ECHOS-CIT'              | -           | 339         | -        | 5,63%    | 0.0 %  | - / 21 | 0.0 | Non     |
|       | ULP                     | -           | 188         | -        | 3,12%    | 0.0 %  | - / 21 | 0.0 | Non     |
| Total | Total                   | 5 767       | 6 026       | 100 %    | 100 %    |        | 21     |     |         |

| Collège communal  |                               |                           |
| ----------------- | ----------------------------- | ------------------------- |
| Bourgmestre       | Thibaud Smolders              | PS - Maïeur Pour AwanS    |
| 1er Échevin       | Samuel De Toffol              | Les Engagés - Vers Demain |
| 2e Échevin        | Maurice Baldewyns             | PS - Maïeur Pour AwanS    |
| 3e Échevine       | Françoise Claessens-Infantino | PS - Maïeur Pour AwanS    |
| 4e Échevine       | Adeline Lombart               | Vers Demain               |
| Président du CPAS | Louis Vanhoef                 | PS - Maïeur Pour AwanS    |

### Liste des bourgmestres depuis 1830
| Élu  | Début | Liste des bourgmestres successifs | Parti | Qualité     |
| 1861 | 1896  | Charles del Marmol                |       | Bourgmestre |
| ---- | ----- | --------------------------------- | ----- | ----------- |
| ?    | 1992  | Maurice Barchy                    |       |             |
| 1992 | 1995  | Roger Heyne                       |       |             |
| 1996 | 2000  | René Brabant                      |       |             |
| 2001 | 2006  | José Capelle                      |       |             |
| 2007 | 2014  | André Vrancken                    | PS    |             |
| 2014 | 2018  | Pierre-Henri Lucas                |       |             |
| 2018 |       | Thibaut Smolders                  | PS    |             |

## Patrimoine et culture

### Patrimoine architectural et sites

#### L'église d'Awans
C'est le monument le plus remarquable de la commune et elle est dédiée à sainte Agathe.
L'église paroissiale est édifiée sur un petit promontoire planté d'un marronnier d'Inde bi ou tri-centenaire (le deuxième arbre a péri récemment). De l'édifice bâti à la fin du XIIIe siècle, il ne reste que la tour, le reste a été remanié durant la première moitié du XVIIIe siècle, essentiellement en moellons de grès et calcaire.
Le plan est composé d'une haute tour jadis défensive, de trois nefs de quatre travées sous une bâtière ardoisée ; une élargie au S-E. Le chœur à chevet plat est flanqué d'une sacristie récente.
La tour est à trois niveaux biseautés, cantonnés de chaînages d'angle en calcaire renforcés de contreforts d'angle récent. Le clocher a été incendié par la foudre le 12 novembre 1974. En 2003, il a été refait à l'identique, les poutres étant remplacées par une structure métallique.
Le porche d'entrée date de 1919.
La décoration intérieure date probablement de la première moitié du XVIIIe siècle. L'autel principal de style classique est surmonté d'un tabernacle orné d'un pélican nourrissant ses petits. Le retable est encadré d'une peinture représentant le Christ en croix avec Marie-Madeleine.
Le banc de communion en chêne date aussi du XVIIIe siècle. Il est orné d'un motif sculpté représentant un ostensoire-soleil. Les confessionnaux en chêne peint sont de style Louis XIV.
Le plafond est décoré, à ses points d'appuis, de moulures genre Louis XVI.
Près de l'entrée se trouve un imposant calvaire sculpté en bois de chêne, taillé probablement au XVIe siècle.
Plusieurs dalles funéraires sont encadrées dans le carrelage. La plus ancienne, située près de l'autel de Sainte-Agathe est celle d'Humbert Corbeau, mort durant le célèbre guerre des Awans et des Waroux. Elle représente un gisant avec les armoiries d'Awans.
Le jubé d'orgues est supporté par deux colonnes en bois de style baroque, torses et enrichies de feuillages, de pampres et d'oiseaux. Ces colonnes proviennent de l'ancien château. Les orgues et le buffet sont du milieu du XIXe siècle. L'instrument a été construit vers 1850 par le facteur d'orgues Arnold Clerinck de (nl) Saint-Trond. Il comprend un clavier de 56 touches et un pédalier de 12 touches. L'orgue compte environ 780 tuyaux qui sont encore tous d'origine.
Les vitraux signés Gaston Defoin ont été mis en place en 1920-1921.

#### Maison Dehalu-David
L'imposante maison est située au coin des rues Fernand Musin et Jean Schoenaerts. Elle est scindée en deux parties. La partie Nord en brique rouge et la partie Sud peinte en blanc et flanquée d'un donjon.
La plus ancienne trace d'existence est trouvée dans une rente la grevant résultant d'un relief du 18 août 1517 passée devant la cour des tenants de Saint Nicolas Outre-Meuse au profit de la fondation de l’autel de Saint Jacques Legrand représentée par la Fabrique de Saint Nicolas Outre-Meuse.
Elle servit d'avouerie et abrita la cour de justice. Dans l'ancienne salle de justice, on a mis au jour des inscriptions qui sembleraient dater du XVIe siècle et notamment la suivante :
«  Des magistrartz qui ont prééminence pas dessus tout craindre dois la puissance ».
En 1769, le 4 novembre elle appartient à Fréderich Belfroid, bailli de Braives et à 
Barthélemy Renard de la Boverie (greffier de la cour de justice) .
Elle appartient ensuite à :
Jean Joneau décédé en 1827. Puis à Louis Frédérick Joneau, époux de Marie Linotte  décédé le 17 août 1849 et par testament en date du 8 juin 1836  laisse sous réserve d’usufruit à sa femme à ses 5 enfants tous ses biens. La succession comprend une ferme de 48 ha 27 ca à Ville-en-Hesbaye et la ferme d’Awans avec 72 ha 83 ca.
Par suite d'indivision, le 24 juillet 1856 adjudication des biens d'Awans à Léopold Florent Modeste  -  Nicolas Auguste et Josephine Léonie.
Le 6 janvier 1857, partage des biens d'Awans : 
- Joseph Léonie a les terres ;
- Nicolas Auguste la moitié du corps de ferme plus des terres (partie Nord) ;
- Léopold Florent Modeste Joneau l’autre moitié et des terres (partie Sud).

Partie Nord : Nicolas Joneau décède le 24 juillet 1869 instituant légataire universelle sa femme Clotilde Rongie. Mais sa mère lui ayant survécu recueille ¼ en propriété. Clotilde Rongie vend ses droits le 17 juillet 1873 à Monsieur et Madame Charles Massart-Joneau. D'autre part, Marie Linotte à son décès laisse pour seule héritière sa fille Agnès épouse de Charles Massart.
Partie Sud : Le 20 mai 1857, Léopold Florent Modeste Joneau vend à Maximilien – Jean Bernard et Constance Linotte la moitié du corps de ferme. Maximilien Linotte fait testament le 18 juillet 1859 en faveur de sa sœur Mlle Constance Linotte. Jean Bernard Linotte laisse également sa succession à sa sœur.
Le 24 avril 1874, vente par les héritiers de Mlle Constance Linotte à Joseph Dehalu (3/4) et Oscar Massart (1/4).
Le 10 octobre 1893, Oscar Massard vend les bâtiments incendiés, cour, jardin et verger à Leon et Mathieu Dehalu (les fils de Joseph qui décède le 31 août 1897).
Vers 1905, partage devant notaire entre Mathieu (partie Nord) et Léon (partie Sud). La partie Sud était appelée alors la « Villa Hortense ». Le 25 décembre 1929, décès de Léon Dehalu. Lui succède alors son fils Joseph puis son petit-fils Léon.
Après la guerre 1940-45, la partie Nord est vendue à Jean David époux de Jeanne Bernard (2/3) et Jean Huberts époux de Marie-Josée Bernard (1/3). Le tout est ensuite racheté par Jean-Marie David, fils unique de Jean David. Depuis 2007, la maison est occupée par son fils Philippe David et Véronique Fremineur.

#### Le château d'Awans
Le château d'Awans est entouré d'un parc de 13 hectares, aménagé au XIXe siècle et qui a été classé en 1972. Le château a été construit entre 1861 et 1896 par Charles del Marmol, bourgmestre d'Awans probablement au départ d’une ancienne ferme.
Ce bâtiment a servi de centre de communication des forces alliées durant la Seconde Guerre mondiale puis de centre médical pour les ouvriers miniers. En 1985, le château a été transformé en maison de repos et de soins, dirigée par Michel Damoiseaux. Ensuite, elle fait partie du groupe Anima.
Il ne s'agit pas du château médiéval concerné par la guerre des Awans et des Waroux dont il ne reste aucune trace.

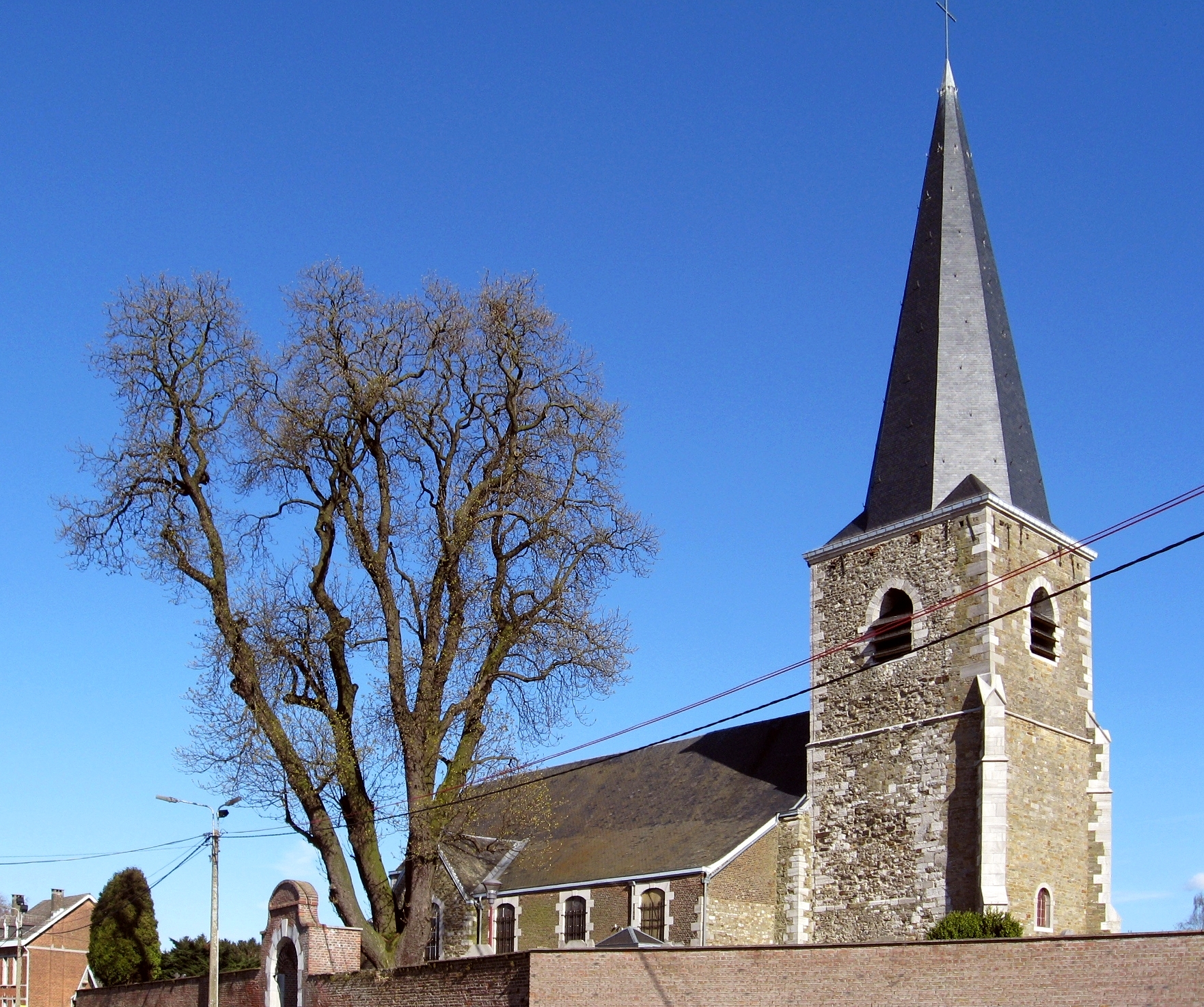
Eglise Sainte-Agathe.
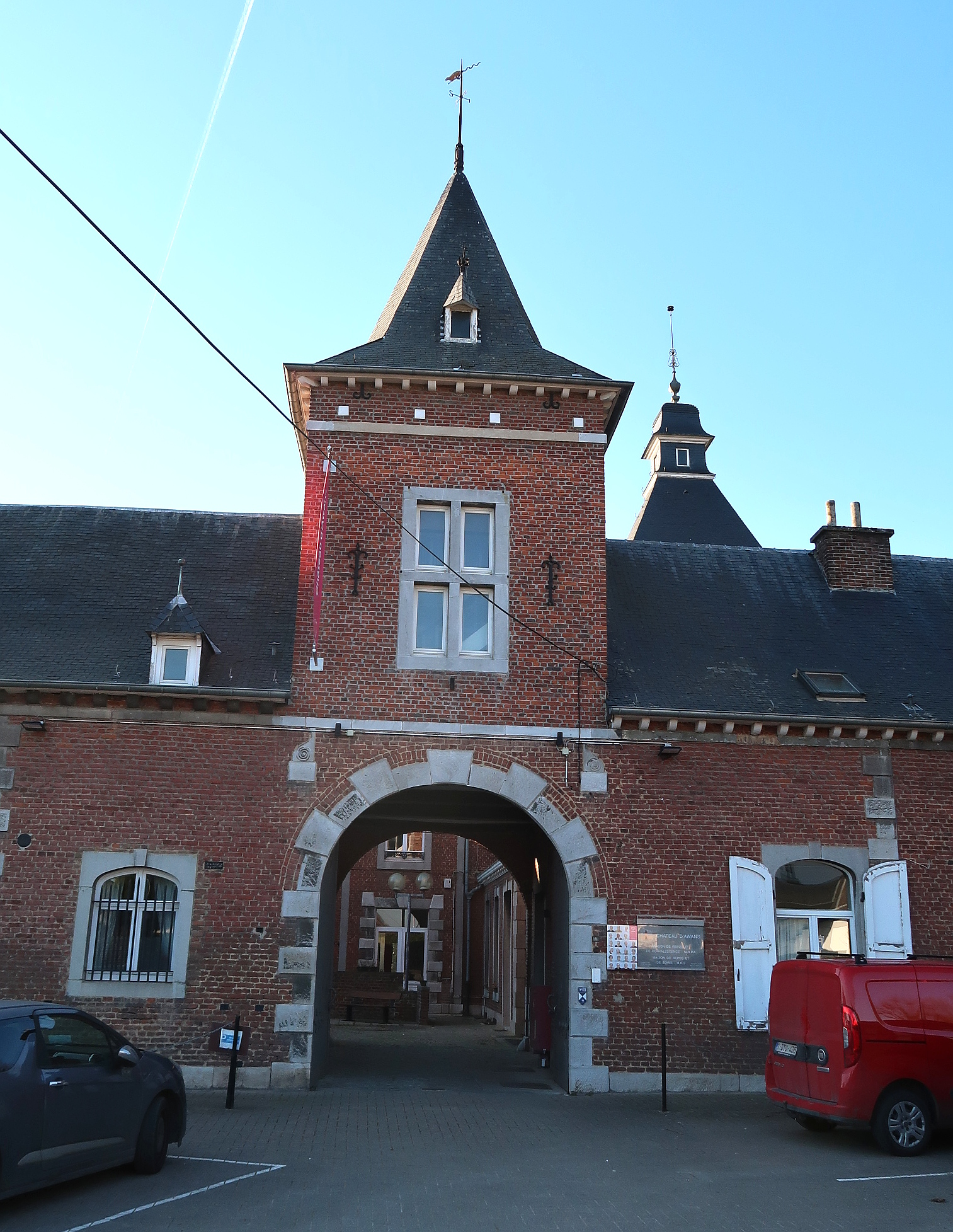
Tour-porche du Château d'Awans.
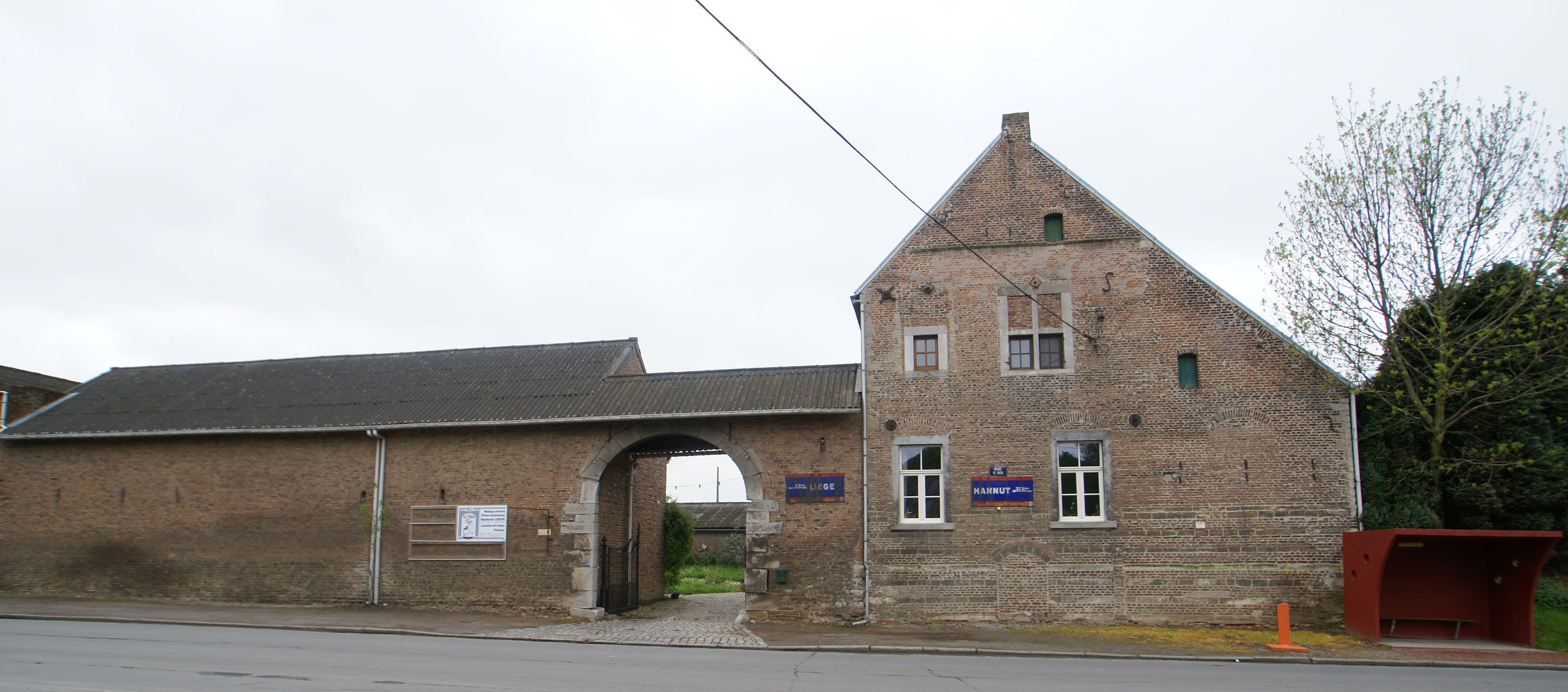
Ferme du Tige.
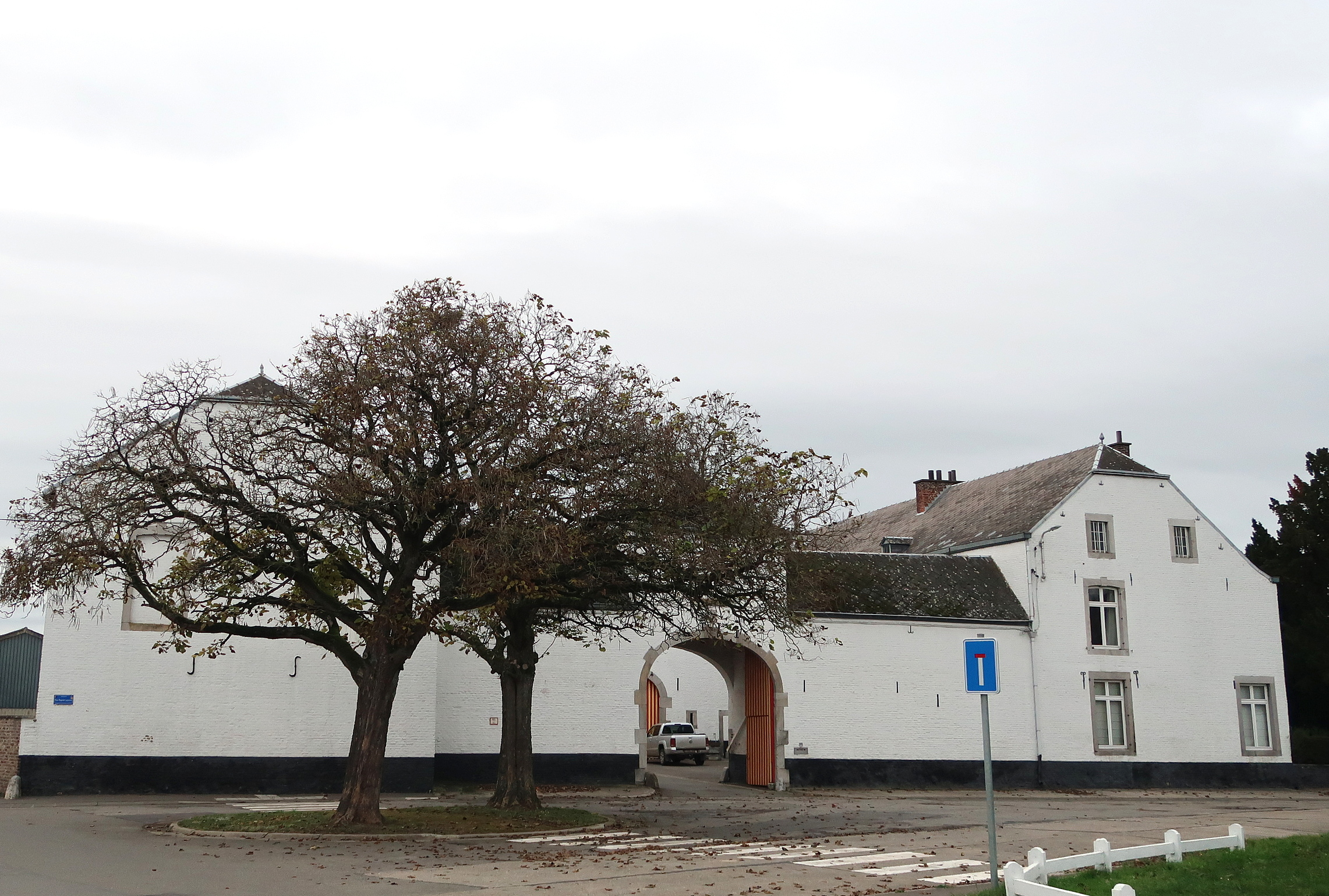
Ferme Lejeune ou Ferme du Tombeu.

#### Cimetières
Awans possède deux cimetières, le nouveau situé rue Bauwin et le cimetière de l'église Saint-Agathe.

### Culture

#### Films tournés à Awans
- 2009 : Sœur Sourire de Stijn Coninx.